# سلاح شعاع الجسيمات
سلاح شعاع الجسيمات (بالإنجليزية: Particle beam weapon)‏ هو سلاح يستخدم طاقة عالية جدا من الجسيمات دون الذرية أو من الذرات (طاقة نووية عالية) إما بروتونات أو أشكالا أخرى من الجسيمات المشحونة لتدمير الهدف بتخريب بنيته الذرية والجزيئية، وهو نوع من أسلحة الطاقة الْمُوَجَّهَة "(بالإنجليزية: سلاح طاقة موجهة)‏" و التي توجه الطاقة باتجاه معين ومركز تماما مستخدمة جسيمات وكتلة ضئيلة جدا، وإن بعض أسلحة أشعة الجسيمات حقيقية ولها تطبيقات عملية ممكنة على سبيل المثال أنظمة الدفاع المضادة للصواريخ الباليستية (ذاتية الدفع) للولايات المتحدة الأمريكية. الغالبية العظمى هي خيال علمي و هي من الأسلحة الأكثر تدميرا، وقد تعرف بالعديد من الأسماء كبندقيات تسريع الجسيمات ومدافع الأيونات وأشعة البروتونات إضافة إلى أشعة البرق.
و مفهوم أسلحة شعاع الجسيمات يأتي من المبادئ العلمية السليمة والتجارب التي تجري حاليا في مختلف أنحاء العالم، تتمثل إحدى العمليات ببساطة في رفع درجة حرارة الهدف حتى يتوقف عن العمل. مسرعات الجسيمات وهي تكنولوجيا متطورة استخدمت في البحوث العلمية لعقود عديدة، وهي تستخدم المجالات الكهرومغناطيسية لتسريع وتوجيه الجسيمات المشحونة على طول مسار محدد مسبقا، كما تستخدم عدسات كهروستاتيكية لتركيز هذه التيارات لتسهيل عملية الاصطدام.
يعتبر أنبوب الأشعة المهبطية في التلفاز وشاشات الكمبيوتر المكعبة هو أيضا شكل من أبسط أشكال أجهزة تسريع الجسيمات، كما يوجد أنواع أكثر تعقيدا كالتوكاماك والسيكلوترونات المستخدمة في الأبحاث الننوية.
يسرع سلاح شعاع الجسيمات الجسيمات المشحونة ( من الإلكترونات والبوزيترونات والبروتونات أو الذرات المتأينة ولكن أنواعا متقدمة جدا قد تستخدم أجساما خارجية والتي تسير أسرع من الضوء كالتكيون ) لتجعل سرعة تلك الأجسام قريبة جدا من سرعة الضوء ومن ثم ترمي بهم على هدف بعيد المدى.